# جین لبل
جین لبل (انگلیسی: Gene LeBell؛ زادهٔ ۹ اکتبر ۱۹۳۲) ورزشکار هنرهای رزمی ترکیبی، بازیگر، بدل‌کار، مربی اهل ایالات متحده آمریکا است. وی تاکنون مربی افرادی چون بروس لی، چاک نوریس، کارو پاریسیان، رابرت وال، مانول گامبوریان، روندا رزی و بسیاری دیگر بوده است.
از فیلم‌ها یا برنامه‌های تلویزیونی که وی در آن نقش داشته‌است می‌توان به مردان سیاه‌پوش ۲، مرد روی ماه، احمق در اطراف و روزی روزگاری در هالیوود اشاره کرد.